# Ponte do Burgo
El Pont d'O Burgo és un pont medieval, construït sobre un de més antic d'origen romà, que travessa el riu Lérez a la ciutat de Pontevedra. Es troba al camí portuguès al nord del centre històric de Pontevedra i al sud del barri del Burgo.

## Història
L'actual pont medieval és hereu del primer pont romà pel qual passava la via romana XIX de l'Itinerari d'Antoní. Aquest pont encara existia al segle XII, però estava en ruïnes i va ser durant molt de temps l'únic punt de pas del riu Lérez al camí portuguès.
Les primeres referències sobre el pont actual es remunten a l'any 1165, quan els reis Ferran II de Lleó i de Galícia i Alfons I de Portugal van signar la pau super flumen Lerice in vetula ponte, en la qual van designar l'antic pont romà (aigües envall d'aquest) com a Ponte Vella. Al segle XV, el pont tenia dos contraforts de 30 metres i 15 arcs, però un es va perdre quan es va construir un nou dic per augmentar la profunditat del port.

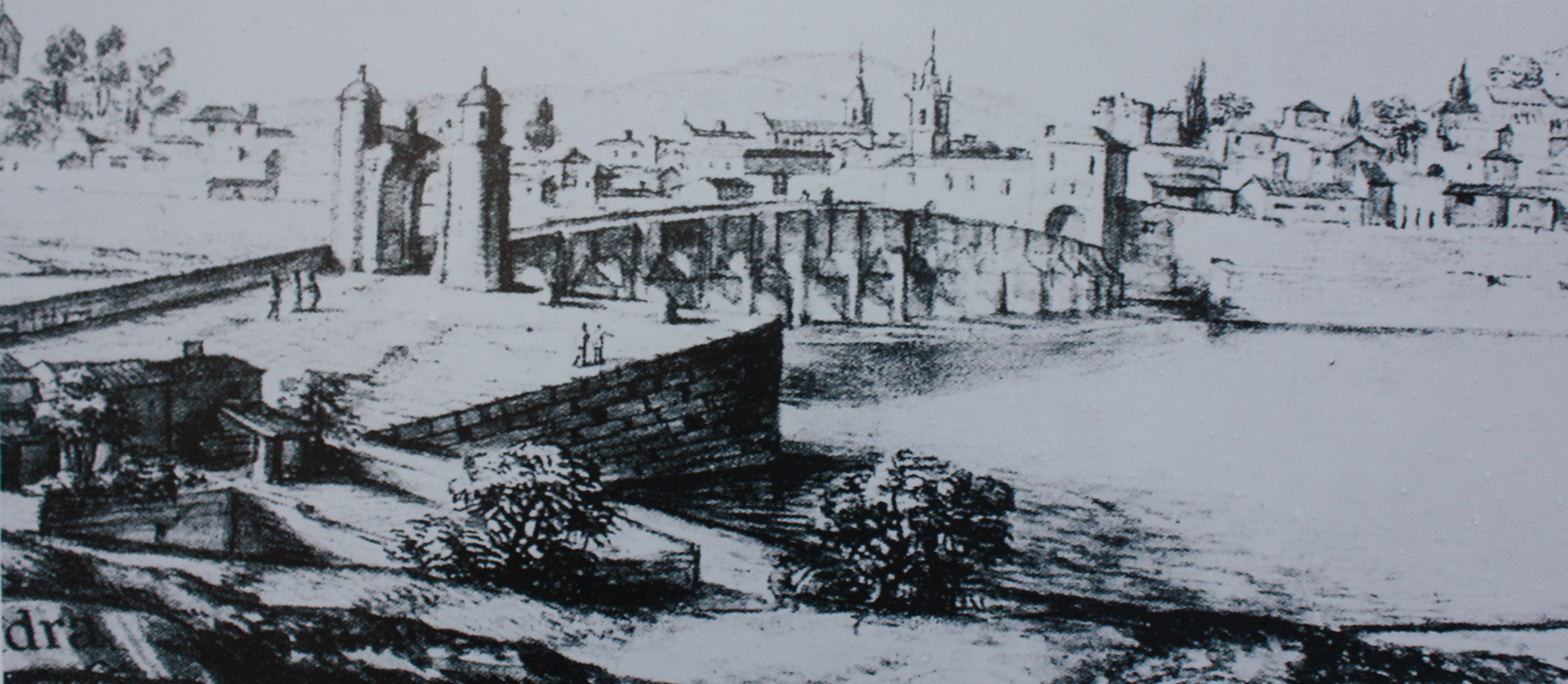
El pont de Burgo l'any 1669 en una il·lustració de Pier Maria Baldi.

Al segle xvi, el pont tenia dues torres defensives, una a cada costat del riu. La més propera a la ciutat estava adossada a les muralles de Pontevedra i a l'antiga presó, tal com mostren els dibuixos de Pier Maria Baldi i Celso García de la Riega. El 26 de novembre de 1646, una gran riuada del Lérez va estar a punt d'ensorrar el pont. Les torres van ser destruïdes pels anglesos el 1719. Una va ser reconstruïda, però va acabar desapareixent definitivament el 1805. Al centre hi havia una creu que, a mitjans del segle XIX, es va traslladar als afores de la plaça Alonso de Fonseca, al costat de l'Església de Santa María la Major. En aquella època, el pont només tenia 12 arcs visibles. El pont apareix a l'escut de la ciutat amb la torre i la creu.
La primera gran reforma del pont es va dur a terme l'any 1886 sota la direcció de l'enginyer Prudencio Guadalfajara per a ser reparat i ampliat. L'any 1890 es va retirar l'ampit de pedra i es va instal·lar una barana metàl·lica.
Entre 1953 i 1954 es va realitzar una gran reforma i ampliació, amb dos carrils per a vehicles i voreres a banda i banda per als vianants. També es va plantejar la idea de cobrir les voreres, que finalment no es va fer per manca de pressupost. Les petxines tallades als arcs van ser una obra encarregada l'any 1950 a Raymundo Vázquez i realitzada per un dels seus picapedrers.
L'any 1988, es van construir plataformes de formigó per a l'ampliació de l'avinguda de Buenos Aires, sostingudes per pilars, que amagaven l'onzè arc del pont a sota. Durant les excavacions es va descobrir la famosa fita d'Hadrià, datada de l'any 134 d.C.
L'any 2006, una excavació arqueològica va descobrir els arcs número 14 i 15 del pont i el moll del port del segle XV amb arc apuntat cec. Durant l'excavació, els arqueòlegs van trobar dues fites, una dedicada a l'emperador Maximí Daia del segle IV i l'altra a l'emperador Nerva del segle I.
A mitjans de l'any 2019 es van iniciar les obres per a convertir el pont en una via per a vianants, que es van completar l'any 2020, amb la instal·lació d'un nou enllumenat nocturn. Es va col·locar un nou terra de granit i es va retirar l'antiga barana, que es va substituir per una de nova.

## Descripció
Es tracta d'un pont per a vianants amb arcs de pedra que ha sofert modificacions històriques. És de granit i consta d'onze arcs de mig punt rebaixats. El pont té 10 arcs visibles, tallamars, una barana d'acer galvanitzat gris d'1,10 metres d'alçada amb il·luminació integrada i petxines de pedra afegides a la dècada de 1950.
El pont d'O Burgo fa 11,2 metres d'amplada i 158 metres de llargada. L'any 2020, el paviment de pedra va incorporar petites llums blaves que marquen el camí portuguès.

### Altres articles
- Bateig precoç
- Ponte da Barca
- Pont de Santiago
- Ponte dos Tirantes
- Ponte das Correntes
- Pont de Ponte Sampaio